# Hussa Bernicijský
Hussa byl sedmým známým vládcem anglosaského království Bernicie.

## Životopis
Doba jeho vlády trvala asi od roku 585 nejpravděpodobněji do roku 592. Pravděpodobně mohl být synem bernicijského krále Idy, přestože se o něm nezmiňuje dílo anglického kronikáře Jana z Worcesteru Chronicon ex chronicis, anebo byl vůdcem konkurenční frakce kmene Anglů. Během jeho vlády došlo k napadení Bernicie sousedními keltskými královstvími Rheged, Strathclyde a Elmet, kdy téměř došlo k vyhnání krále Hussy z Británie. Po Hussově smrti nastoupil král Æthelfrith.